# Orchestra Sinfonica di Detroit
L'Orchestra Sinfonica di Detroit o Detroit Symphony Orchestra è un'orchestra americana con sede a Detroit, in Michigan. Il suo centro operativo principale è l'Orchestra Hall presso il Max M. Fisher Music Center di Detroit, in zona Midtown. La DSO si esibisce in tutta l'area metropolitana di Detroit sia in concerti in abbonamento a pagamento, che in concerti gratuiti per la collettività.

## Storia
La DSO eseguì il primo concerto della sua prima stagione in abbonamento alle 20:00 di Lunedi 19 dicembre 1887 al Teatro dell'Opera di Detroit. Il direttore era Rudolph Speil. Gli succedettero nelle stagioni successive una serie di direttori fino al 1900, quando fu nominato Hugo Kalsow che prestò servizio fino a che l'orchestra cessò di operare nel 1910. La Sinfonica di Detroit riprese a lavorare il 1914, quando dieci signore della società di Detroit ciascuna contribuì con 100 dollari all'organizzazione e si impegnarono a trovare 100 iscritti aggiuntivi. Ben presto fu assunto un direttore musicale, Weston Gales, un organista di chiesa di 27 anni di Boston, che ha diretto la prima esecuzione dell'orchestra ricostituita il 26 febbraio 1914, di nuovo al vecchio Teatro dell'Opera di Detroit.
La nomina del pianista russo Ossip Gabrilowitsch come direttore musicale nel 1918 migliorò istantaneamente lo status della nuova orchestra. Amico dei compositori Gustav Mahler e Sergei Rachmaninoff, Gabrilowitsch esigeva che fosse costruito un nuovo auditorium come condizione per accettare l'incarico. L'Orchestra Hall fu completata per il nuovo direttore musicale nel 1919 in quattro mesi e ventitré giorni. Sotto Gabrilowitsch, l'Orchestra Sinfonica di Detroit divenne rapidamente una delle orchestre più importanti del Paese, esibendosi con gli artisti più importanti del momento. Nel 1922, l'orchestra diede la prima trasmissione radio al mondo di un concerto sinfonico d'orchestra con Gabrilowitsch che dirigeva e l'artista ospite Artur Schnabel al pianoforte. Dal 1934 al 1942, l'orchestra si esibì per milioni di persone in tutto il paese come l'orchestra ufficiale della Ford Sunday Evening Hour (più tardi Ford Symphony Hour) uno show radiofonico nazionale.
Nel 1939, tre anni dopo la morte prematura di Gabrilowitsch, l'orchestra si trasferì dall'Orchestra Hall al Teatro del Tempio Massonico a causa di gravi problemi finanziari causati dalla Grande depressione. Nel 1940, l'orchestra si sciolse due volte e si trasferì in tre diverse sedi. Nel 1946, l'orchestra si trasferì al Teatro Wilson che fu ribattezzato Music Hall. Nel 1956, l'orchestra si trasferì al Ford Auditorium sul lungofiume del fiume Detroit, dove rimase per i successivi 33 anni. L'orchestra ancora una volta godette prestigio nazionale sotto la direzione musicale di Paul Paray, vincendo numerosi premi per le sue 70 registrazioni con l'etichetta Mercury. Paray fu seguito dai famosi direttori musicali Sixten Ehrling, Aldo Ceccato, Antal Doráti e Günther Herbig.
Nella musica leggera, i membri dell'orchestra fornivano la registrazione dell'accompagnamento degli strumenti ad arco per molti dei successi classici della Motown Records del 1960, di solito sotto la direzione del primo violino dell'orchestra dell'epoca, Gordon Staples. Due album della Motown presentarono i violini con la sezione ritmica Motown dei The Funk Brothers. L'insieme combinato era conosciuto come San Remo Golden Strings e godettero di due singoli di successo: Hungry for Love (numero 3 nella classifica Adult Contemporary) e I'm Satisfied, che raggiunse la Top 100 della classifica di Billboard. Nel 1966 i membri dell'orchestra furono visti registrare negli studi Motown sulla West Grand Boulevard insieme alle Supremes per un documentario della ABC intitolato Anatomia del Pop: The Music Explosion. La canzone che eseguono è la hit My World Is Empty Without You di Holland, Dozier e Holland. Furono realizzati due album completi dal gruppo per la Motown: Hungry for Love (1967) e Swing (1968).
Nel 1970, la DSO istituì la Detroit Symphony Youth Orchestra come gruppo di formazione, sotto la direzione di Paul Freeman.
Nel 1989, a seguito di un impegno durato 20 anni di salvataggio e ripristino, l'Orchestra Sinfonica di Detroit tornò all'Orchestra Hall. Ulteriori lavori di ristrutturazione della sala sono stati completati nel 2003, compreso un'aggiunta di oltre 60 milioni di dollari, una sala da recital e un'ala per l'educazione, il Max M. Fisher Music Center. Una scuola superiore di belle arti, la Scuola di Detroit delle Arti, fu aggiunta al campus DSO nel 2004.
Neeme Järvi ha iniziato la sua direzione musicale nel 1990, e c'è stato fino al 2005, la seconda più lunga permanenza nella storia dell'orchestra. Järvi ha ora il titolo di direttore musicale emerito dell'orchestra. Dopo la partenza di Järvi, la DSO nominò Peter Oundjian come direttore ospite principale e consulente artistico per un periodo di due anni, dal 2006 al 2008. Dopo una ricerca durata cinque anni, la DSO annunciò il 7 ottobre 2007 la nomina di Leonard Slatkin come suo dodicesimo direttore musicale. Prima della nomina di Slatkin, Peter Oundjian era stato Consulente Artistico della DSO, e continua a detenere il titolo di Direttore Ospite Principale. Nel febbraio 2010, l'orchestra annunciò l'estensione del contratto di Slatkin come direttore musicale della DSO per tutta la stagione 2012-2013. Slatkin ebbe una riduzione di stipendio per contribuire ad alleviare le difficoltà finanziarie dell'orchestra. Nel dicembre 2014 la DSO annunciò un'estensione del contratto di Slatkin come direttore musicale fino alla stagione 2017-2018, dopo di che è in programma che abbandoni la direzione musicale dell'orchestra e diventi per la prima volta direttore musicale laureato, quest'ultimo fino alla stagione 2019-2020.
L'orchestra ha realizzato molte registrazioni per le etichette Victor, Londra, Decca, Mercurio, RCA, Chandos e DSO. La registrazione DSO della La sagra della primavera di Igor Stravinsky è stato il primo CD a vincere il Grand Prix du Disque Award. Il DSO attualmente registra per l'etichetta Naxos. Uscite recenti e future comprendono la musica di Rachmaninoff, Aaron Copland, e John Williams. All'inizio del 2010, George Blood Audio e Video [in Philadelphia, PA] hanno iniziato il trasferimento delle registrazioni, che risalgono alla stagione 1959-1960 concerto, al mezzo digitale.
Anne Parsons, amministratrice di arte, con 30 anni di anzianità e profonde connessioni nella comunità nazionale dei finanziamenti, prestò servizio come Presidente e CEO della DSO dal 2004.

## 2010-2011: Sciopero musicisti DSO e conseguenze
A labor dispute prompted DSO musicians to strike on October 4, 2010. On February 19, 2011, after the musicians rejected a final offer made on February 15, 2011, DSO management announced it would suspend the remainder of the 2010-2011 concert season. Following a six-month strike, the musicians and management reached an agreement on April 3, 2011. Concerts resumed April 9, 2011, with a weekend of free concerts. The DSO's first weekend back, tickets for all concerts were priced at $20. The DSO instituted similar "patron-minded pricing" for the 2011-12 season with most seats to all classical concerts priced at $15 or $25.
Una controversia di lavoro spinse i musicisti della DSO a scioperare il 4 ottobre 2010. In data 19 febbraio 2011, dopo che i musicisti ebbero respinto un'offerta finale in data 15 febbraio 2011, la gestione DSO annunciò che avrebbe sospeso il resto dei concerti della stagione 2010-2011. A seguito di uno sciopero di sei mesi, i musicisti e la gestione raggiunsero un accordo il 3 aprile 2011. I concerti ripresero il 9 aprile 2011, con un fine settimana di concerti gratuiti. Il primo week-end della DSO di nuovo i biglietti per tutti i concerti furono venduti al prezzo di $ 20. DSO istituì simili "prezzi modalità-benefattore" per la stagione 2011-2012 con la maggior parte dei posti per tutti i concerti di musica classica al prezzo di $ 15 o $ 25.
Nell'anniversario dello sciopero un membro del comitato di negoziazione dei musicisti, il violinista Marian Tanau, parlò al World Socialist Web Site sulle nuove condizioni. Ha rimarcato la perdita di membri importanti dell'orchestra e la prevalenza di musicisti sostitutivi, portando ad una leggera flessione in termini di qualità. Tanau ha affermato che il taglio dei salari del 30% e la perdita di prestigio ha fatto sì che la DSO non poteva più attrarre il "meglio del meglio".
Da quando la DSO tornò sul palcoscenico nel mese di aprile 2011, l'orchestra ha riorganizzato le sue attività sotto il termine ombrello di 'OneDSO', con nuovi lavori in settori quali il coinvolgimento della comunità e l'accessibilità digitale. The Neighborhood Series attrasse nuovi abbonati all'orchestra in locali tutto attorno alla metropolitana di Detroit, contribuendo ad aumentare la crescita totale degli abbonamenti di quasi il 25% dal 2011 al 2014. Nel 2013, la DSO tornò alla Carnegie Hall per la prima volta in 17 anni per esibirsi nella Primavera per il Festival Musicale. Nel gennaio 2014, la DSO annunciò che il consiglio, i musicisti e la direzione avevano accettato un nuovo contratto di tre anni, otto mesi prima che quello attuale scadesse.
Il 10 aprile 2011, la DSO lanciò In diretta dalla sala dell'Orchestra, la prima serie di webcast gratuito da parte di un'orchestra. Durante i fine settimana classici, i concerti DSO vengono trasmessi in diretta ad un pubblico mondiale. Il 9 ottobre 2010, la DSO ampliò la serie di dispositivi mobili attraverso la DSO alla app mobile Go per dispositivi iOS e Android. In diretta dalla sala dell'Orchestra è stato visto da oltre 550.000 spettatori in oltre 100 paesi sin dal suo inizio. Il 7 ottobre 2012, la DSO trasmise via web il suo primo concerto Pop, Cirque de la Symphonie, che è stato anche proiettato sull'edificio per il grande pubblico, per la prima in assoluto dell'orchestra "Maxcast", più grande della vita.

## Direttori musicali
- Weston Gales (1914–1917)
- Ossip Gabrilowitsch (1918–1936)
- Franco Ghione (1936-1940)
- Victor Kolar (1940–1942)
- Karl Krueger (1944–1949)
- Paul Paray (1951–1962)
- Sixten Ehrling (1963–1973)
- Aldo Ceccato (1973–1977)
- Antal Doráti (1977–1981)
- Günther Herbig (1984–1990)
- Neeme Järvi (1990–2005)
- Leonard Slatkin (2008–oggi)